# Houppier
« Cime (botanique) » redirige ici. Pour les autres significations, voir Cime.

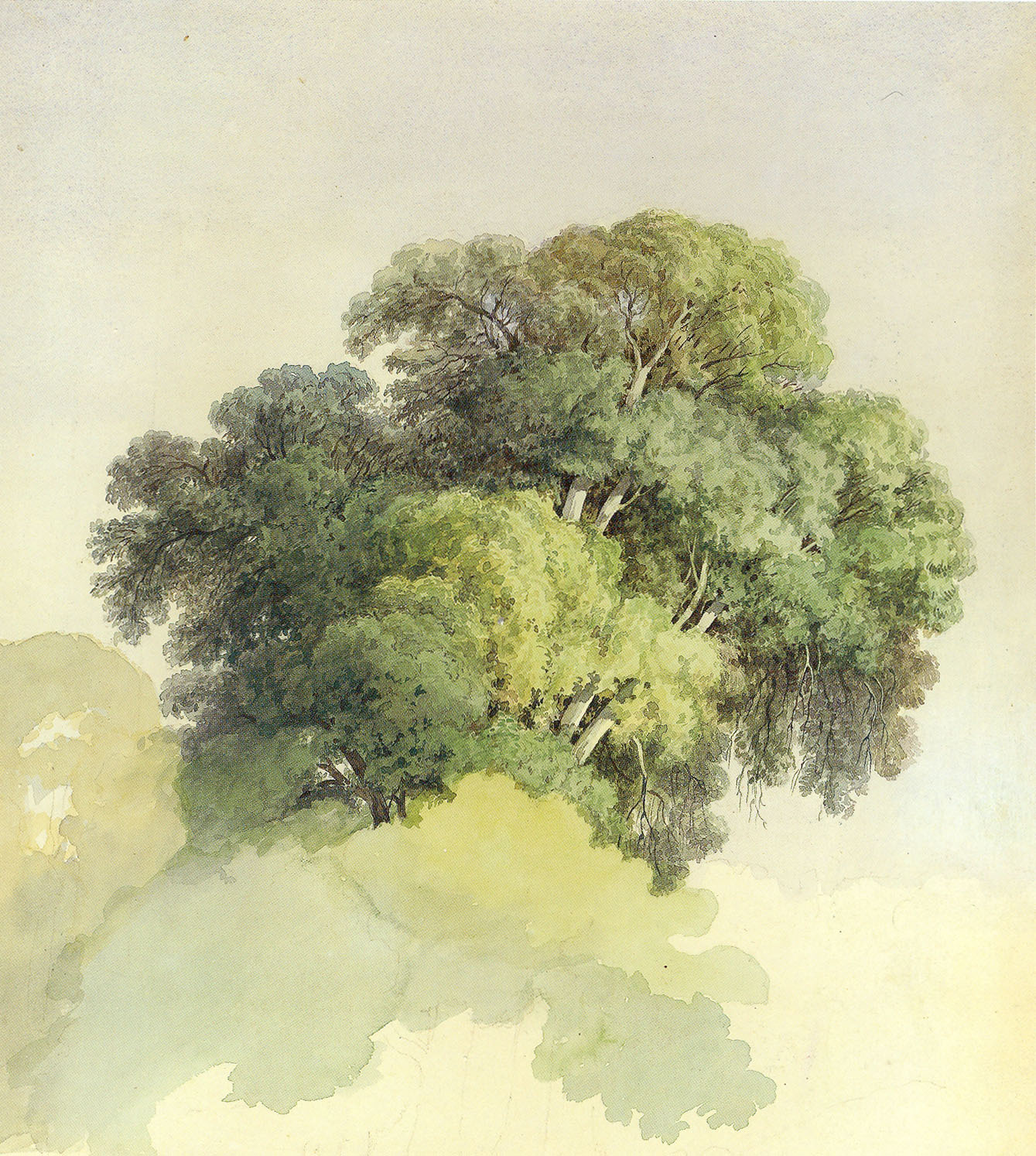
C'est souvent par le houppier qu'on se fait une première impression de l'importance et de la vigueur d'un arbre (aquarelle de Fiodor Vassiliev, 1867).

En botanique, un houppier ou couronne est la partie d'un arbre constituée d'un ensemble structuré des branches situées au sommet du tronc (des branches maîtresses aux rameaux secondaires). Caractérisés par le phénomène d'héliotropisme positif, ces axes végétatifs peuvent aussi avoir pour origine des suppléants (structures comprenant des gourmands, rejets, rameaux épicormiques) hiérarchisés entre eux.
La cime est l'extrémité supérieure du houppier. La ramure est, elle, l'ensemble des branches, des rameaux et du feuillage. Le houppier comprend donc la ramure et le feuillage.
La cimette ou microcouronne correspond au morcellement de la cime en entités distinctes (les cimettes) constituées de branches secondaires et rameaux situés à la terminaison des branches principales, dont la forme sphéroïdale (1,50 à 2,50 m de diamètre) évoque la cime tout entière.

## Description
C'est le principal support des organes photosynthétiques (il peut exister des branches basses le long du tronc et des gourmands.

Il peut lui-même être colonisé par des lianes et de nombreuses espèces épiphytes (notamment en zone tropicale humide).
Le forestier est intéressé par au moins cinq de ses attributs : volume, superficie, productivité, coloration, grosseur. Le volume et la superficie sont deux indicateurs qui semblent bien corrélés lorsqu'un houppier se démarque de la moyenne. Le volume du houppier d'un arbre en bonne santé est en relation avec sa capacité à stocker du carbone et produire du bois. Les éclaircies faites par le forestier visent à permettre aux arbres-objectifs d'augmenter horizontalement et pas seulement verticalement le volume de leur houppier.
En France, le département de la santé des forêts (dépendant du ministère chargé de l'agriculture), avec son réseau de correspondants en forêts publiques et privées, mesure une tendance à l'augmentation du dépérissement des houppiers, très marqué dans certaines régions dans les années 1990, pour de nombreuses essences : Chêne, Hêtre, Alisier torminal, Peuplier, Châtaignier, Frêne et avec une symptomatologie différente pour le Merisier, Érable sycomore, Aulne glutineux). Les causes en sont encore mal comprises et probablement multifactorielles (on cite souvent la pollution de l'air et des sols, le réchauffement climatique, la réduction de la résilience écologique des massifs boisés du fait de leur fragmentation croissante et de leur perte de diversité génétique ou de naturalité). Ces dépérissements présentent une géographie particulière, mise en évidence par la cartographie des observations.
Même des arbres relativement âgés (par ex. des hêtres de 70 ans) réagissent vite et fortement aux éclaircies en accroissant le volume de leur houppier, avec un allongement de la saison de végétation et un gain corrélatif de croissance radiale. Dans un peuplement jeune (de hêtres par exemple), une éclaircie naturelle ou sylvicole peut être l'occasion d'inversions de rang social ; un arbre-objectif pouvant alors être supplanté par une autre tige… Une seconde éclaircie peut permettre des réajustements si le sylviculteur le souhaite.

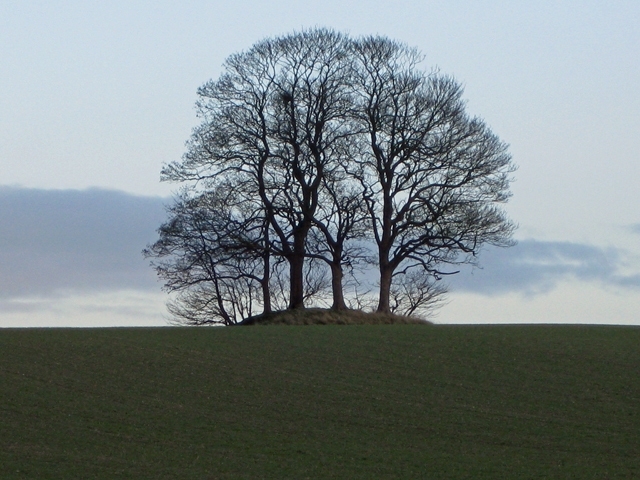
Quand plusieurs arbres poussent de concert, malgré une apparente compétition pour l'accès à la lumière, il est fréquent que leurs houppiers ne s'interpénètrent pas. Francis Hallé parle d'un phénomène de timidité des branches qui stoppent leur croissance quand elles s'approchent d'une branche d'un autre arbre, encore mal compris.

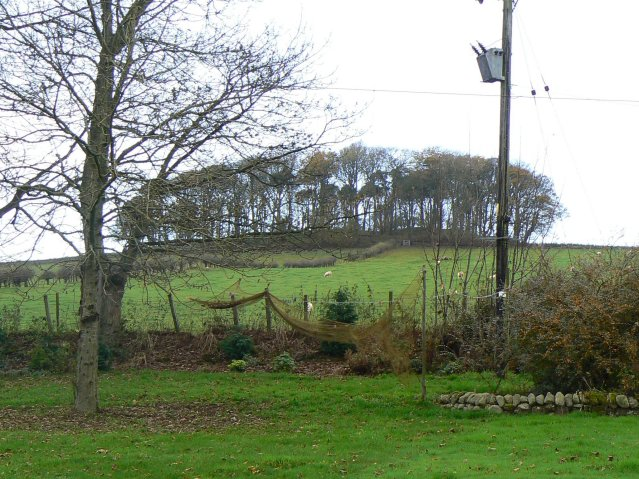
Au printemps, le débourrage plus ou moins précoce permet de bien différencier les houppiers des arbres à feuilles caduques.

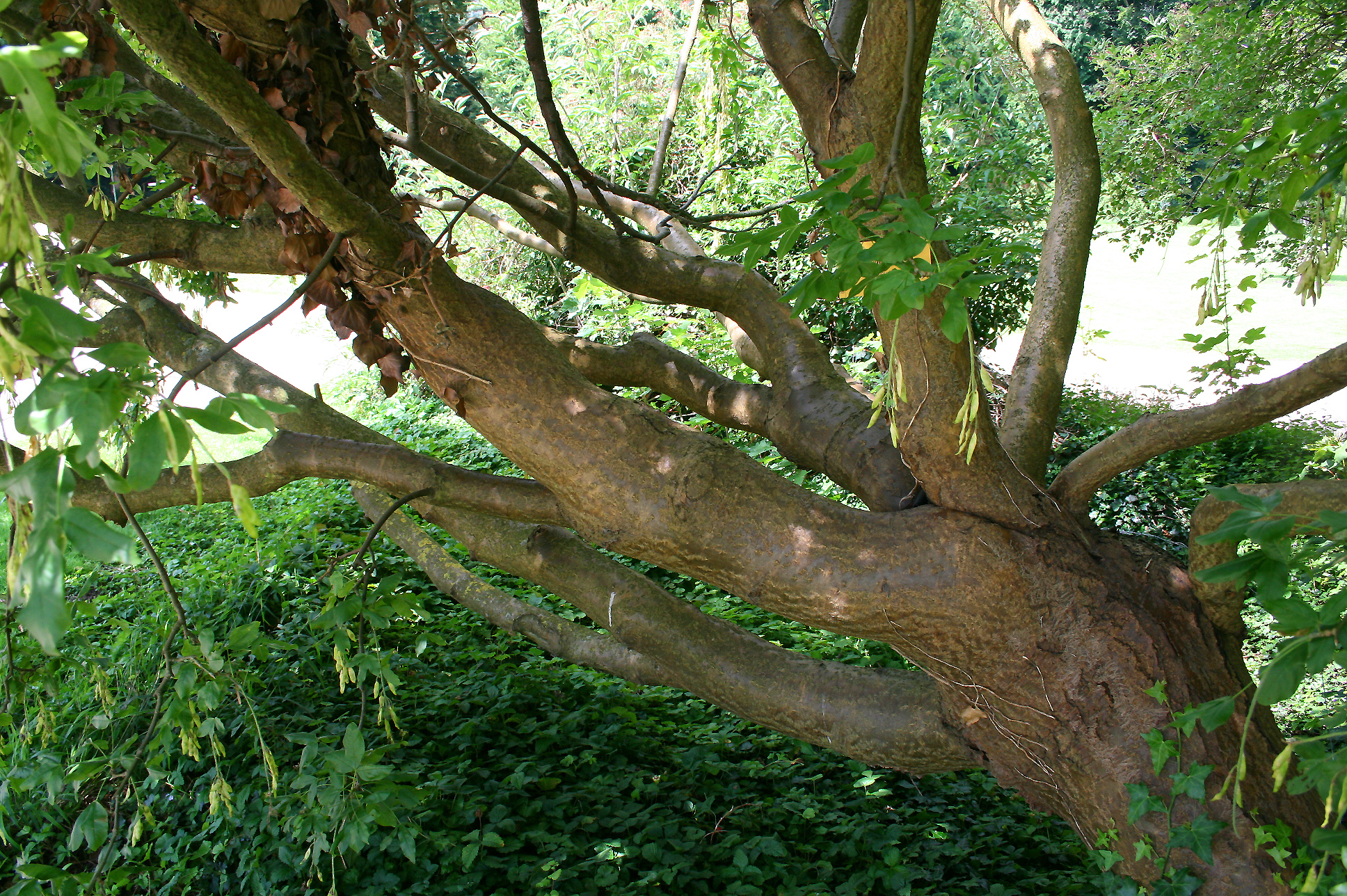
Conformation inhabituelle d'un houppier de cytise des Alpes (Laburnum alpinum).

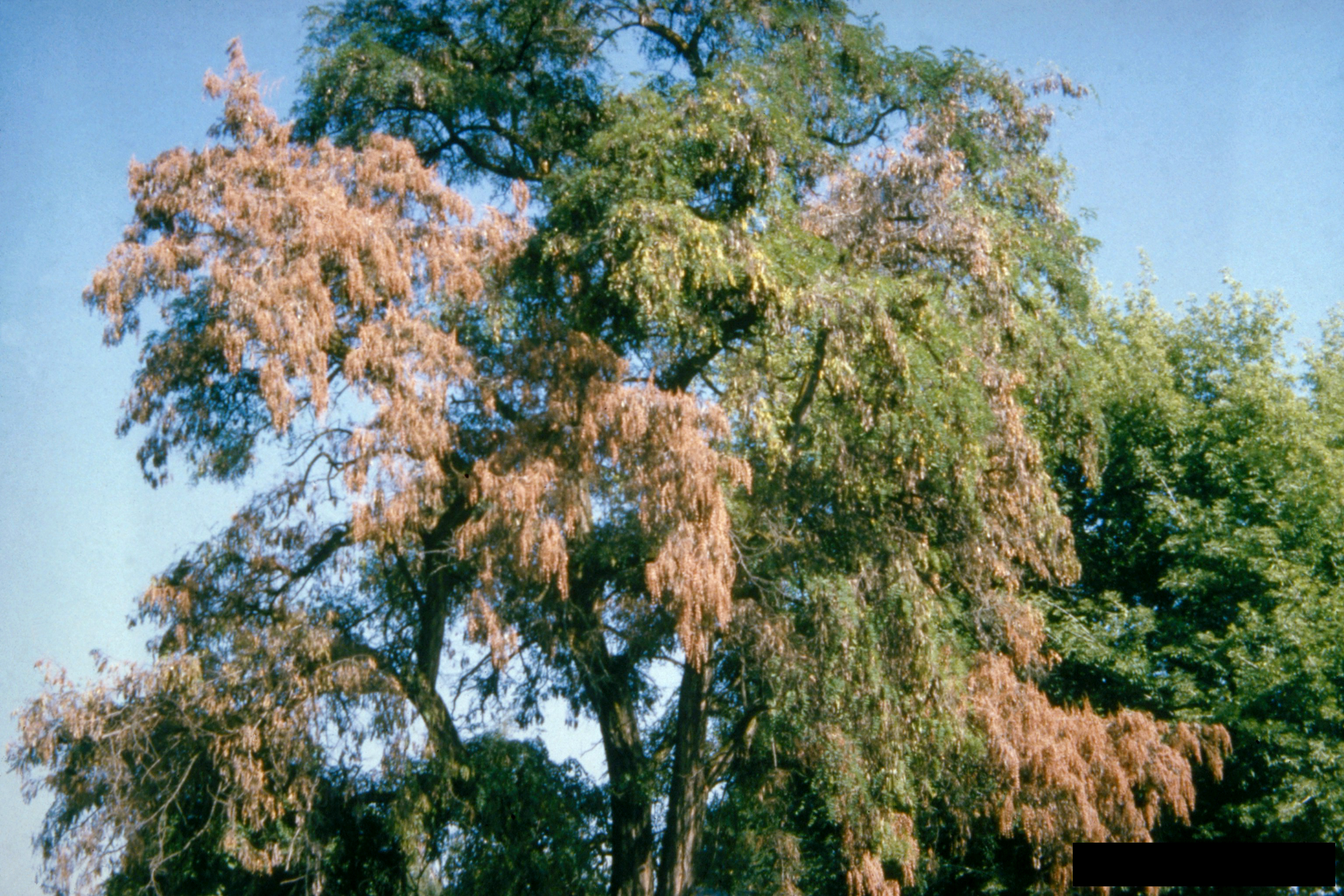
La décoloration de tout ou partie du houppier est un signe de maladie ou parasitose, parfois bénigne, mais pouvant alerter le sylviculteur ou l'arboriculteur.

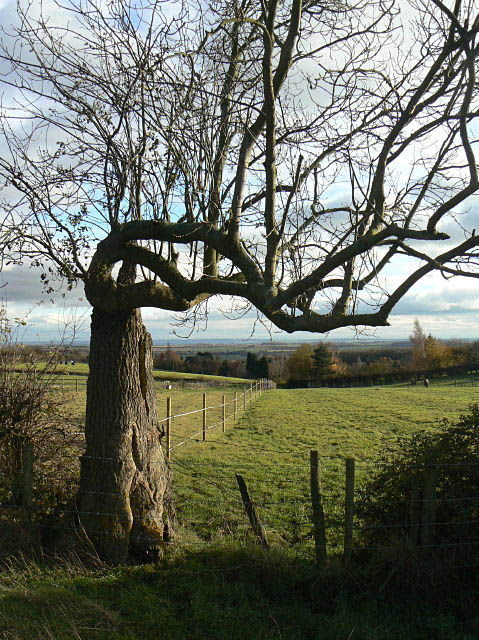
Chez la plupart des espèces de zone tempérée, le houppier présente d'importantes capacités de résilience face aux perturbations et accidents (foudre, casse, maladie).

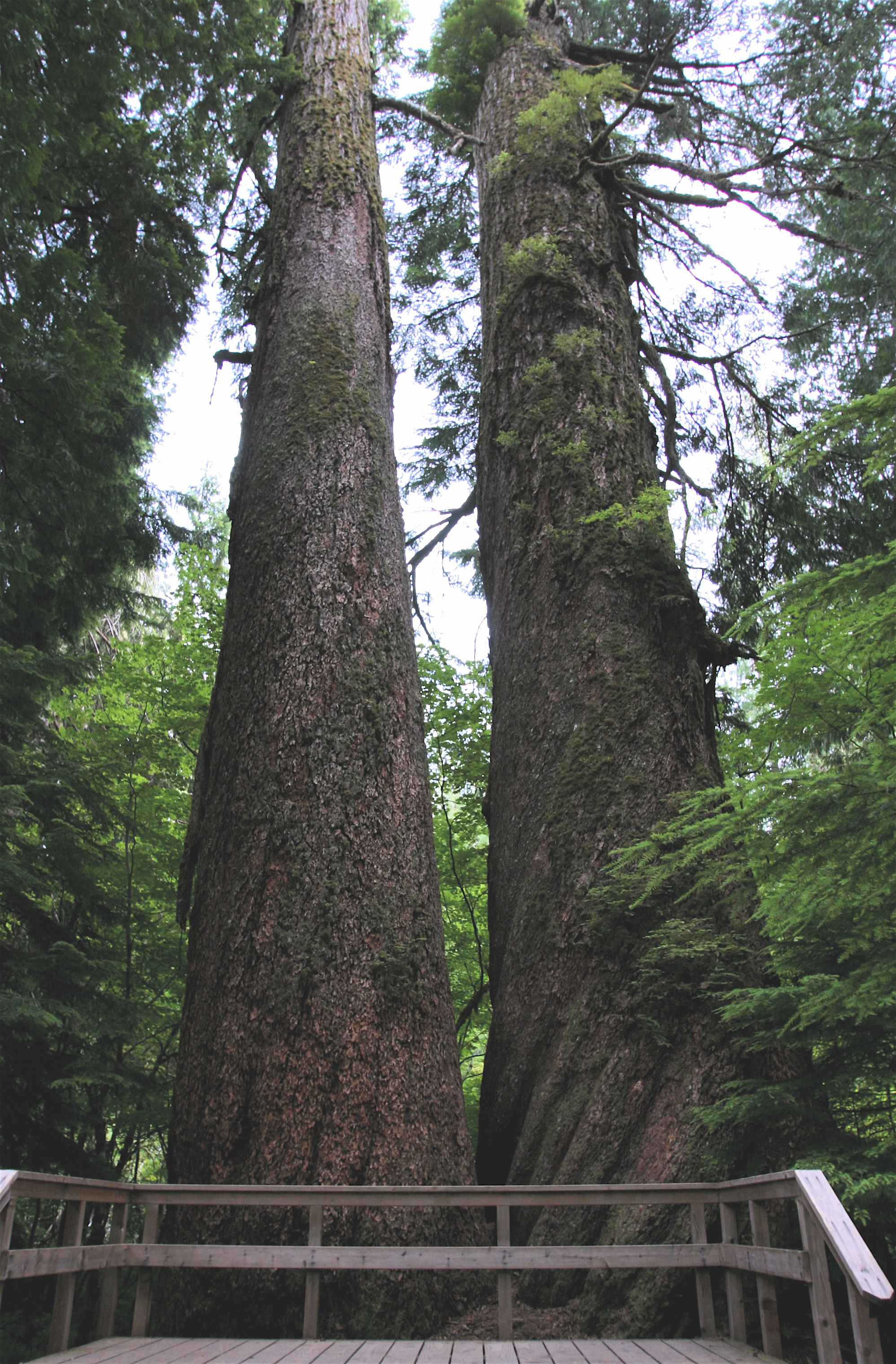
Chez ces douglas millénaires, le houppier est porté très en hauteur.

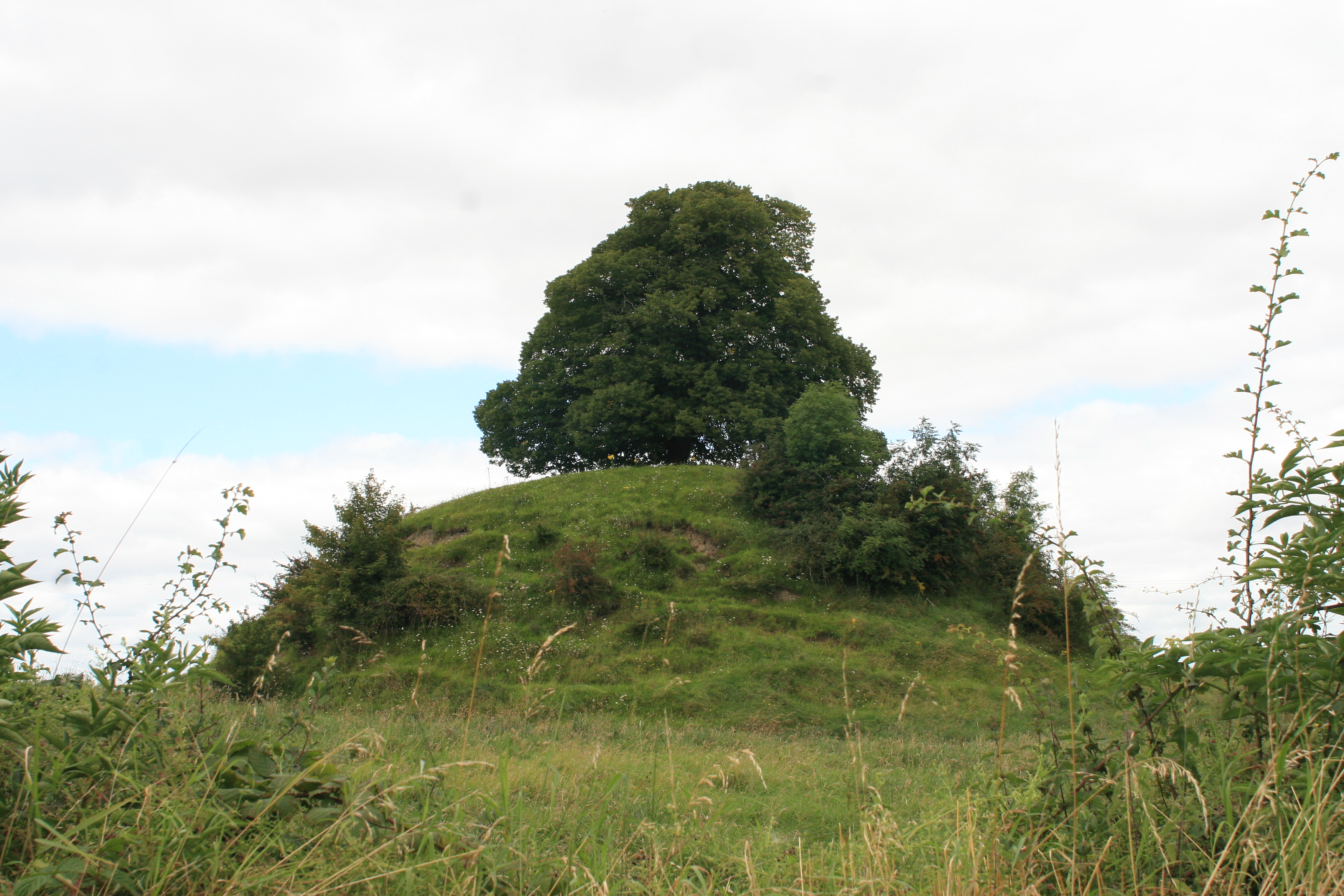
Le houppier typique d'une espèce (essence) ne peut être observé que chez l'individu isolé et en pleine lumière.

## Ontogenèse et conformation du houppier
Quand des arbres de la même espèce ou d'espèces différentes grandissent ensemble, dans la « compétition pour la lumière » (par exemple mesurée par l'indice de compétition interindividuelle de Schütz'), les houppiers des arbres non-dominants prennent des formes asymétriques et s'organisent à des hauteurs différentes (étages et sous-étages) sans – souvent – toutefois s'interpénétrer. La direction du rayonnement solaire modifie aussi la forme des houppiers .
Pour chaque arbre sain, il existe une relation – propre à chaque essence – entre :
- la longueur des branches et des rameaux et leur position dans le houppier[9] ;
- l'accroissement volumique du tronc et le volume du feuillage (par exemple approché à partir de la surface de projection au sol du houppier et de l'élongation annuelle de la tige)[9] ;
- le volume foliaire et l'accroissement en longueur de la tige (positivement ou négativement pondéré à volume foliaire égal par la situation plus ou moins concurrentielle de l'arbre)[9]. Une idée reçue veut que le système racinaire est limité à l'espace défini par la projection au sol du houppier mais certaines racines horizontales s'étendent jusqu'à des longueurs égales à trois fois la hauteur de l'arbre[10] ;
- l'épaisseur de l'aubier[11].

Cette relation (ainsi que la position de l'accroissement le long de la tige) varie selon le stade de développement de l'arbre, et selon le contexte (éclairage, nutriments, disponibilité en eau, concurrence…)
Au-dessus des cours d'eau ou en bordure d'une étendue d'eau, les houppiers se déportent volontiers au-dessus de l'eau. Certaines branches y forment souvent des plateaux où les feuilles profitent aussi de la lumière reflétée par l'eau.
De même sur une falaise ou à proximité d'autres types d'obstacles, le houppier adapte sa forme à la capture maximale de lumière, dans les limites du modèle propre à chaque espèce, plus ou moins élancé ou large.
Le houppier d'un arbre qui penche (vent, glissement de terrain) peut se réorganiser selon la verticalité. Ce phénomène a été autrefois utilisé pour produire des poutres courbées pour fabriquer des quilles de bateaux plus solides (d'une seule pièce sur la section courbée)

### Interception lumineuse
La distribution spatiale des feuilles au sein de la couronne et sur les axes végétatifs (phyllotaxie) ainsi que la forme foliaire, la taille et la surface des feuilles (mesurée par l'indice foliaire), leur angle d'insertion, sont les déterminants structurels de l'interception lumineuse et donc du rendement de la photosynthèse,. Afin d'optimiser cette interception, les arbres qui se développent dans un milieu peu lumineux ont une stratégie « uni-strate » (nombre réduit de larges feuilles horizontales et régulièrement distribuées sur une seule strate). Les arbres situés dans un milieu fortement éclairé adoptent au contraire une stratégie « multi-strates » (grand nombre de feuilles sur plusieurs couches).

### Timidité
Certains arbres en nombre minoritaire d'espèces, notamment les Dipterocarpaceae, maintiennent entre eux, voire entre leurs propres branches maîtresses, une certaine distance, appelée « fente de timidité », typiquement entre 10 et 50 cm bien que ces limites soient peu définies

## Modélisation
De nombreux logiciels créés pour le cinéma sont utilisés par les paysagistes, qui modélisent en trois dimensions la croissance théorique des arbres, donc du houppier, pour différentes types d'arbres.

## Houppier et santé de l'arbre
L'état et la qualité du houppier est l'un des indicateurs de santé des forêts et de santé des arbres surveillés par les forestiers, sylviculteurs ou populiculteurs,.
Le houppier a une vigueur et un volume considérablement différent selon que l'arbre est située en pleine lumière ou au contraire abrité sous le couvert de la canopée. Dans ce dernier cas, il peut rapidement s'épanouir quand il émerge au soleil, à la faveur d'une perturbation ou à la suite de la croissance de l'arbre.

C'est donc l'éventuel dépérissement des houppiers qu'on cherche à surveiller, dont en France avec le Département de la Santé des Forêts (DSF),,.

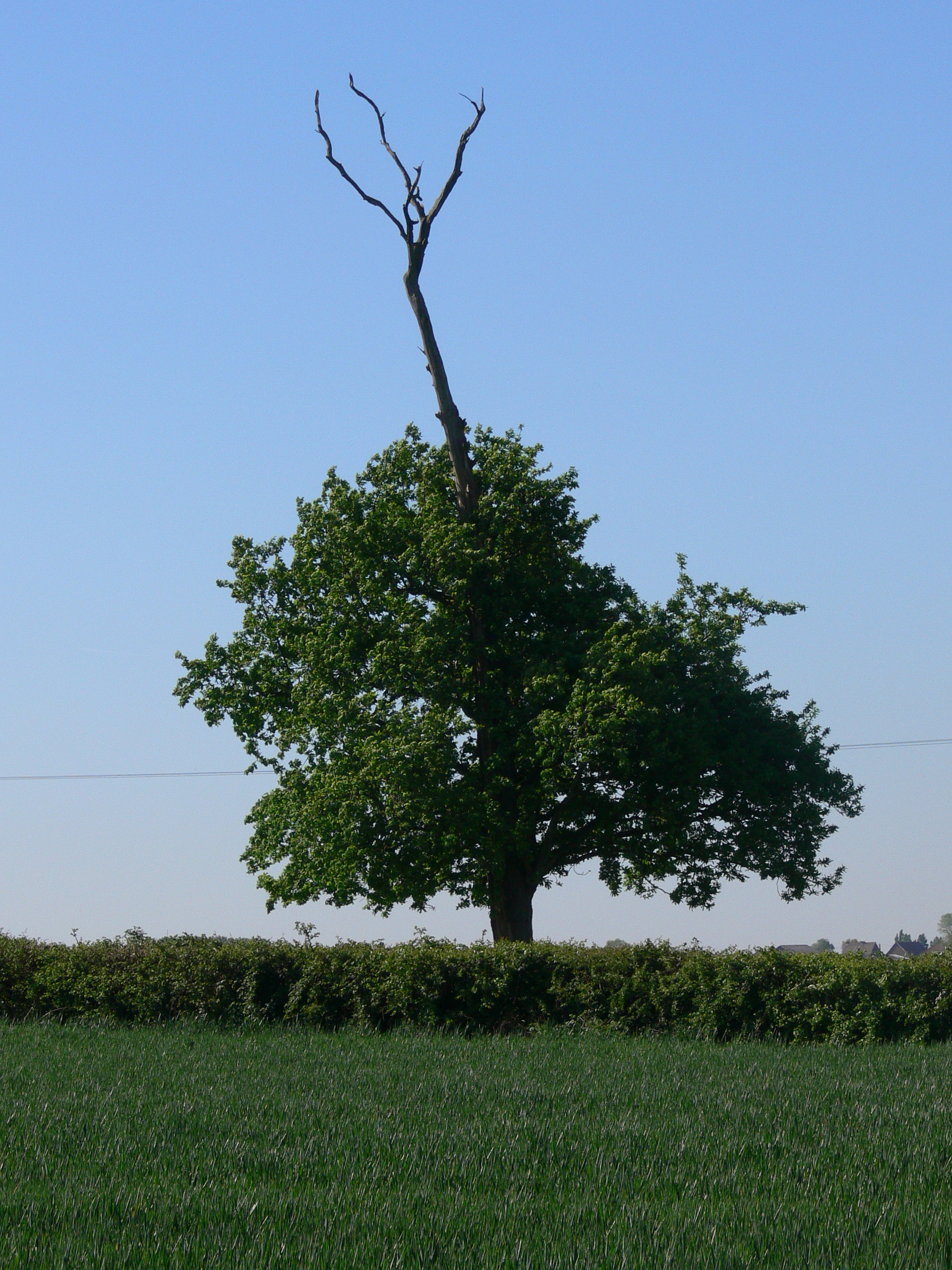
Souvent après un stress important (sécheresse, attaque parasitaire) les feuillus peuvent subir d'importantes défoliations et mortalité de branches du houppier. L'arbre y survit souvent. Les écologues forestiers parlent de descente de cime (ou sous forme imagée de « tête de cerf ») pour décrire ce phénomène.

Les premiers symptômes de dépérissement sont un éclaircissement progressif du houppier, qui peut être induit par :
- une réduction éventuelle de la taille des feuilles, ou un dessèchement ou racornissement des feuilles qui rendent le houppier plus transparent, avec chez certaines espèces une forme en « fouet » des rameaux périphériques du houppier ;
- une réduction éventuelle de la taille des rameaux de l'année ;
- une diminution du nombre de feuilles, ou une chute précoce des feuilles ;
- une variation spatiale de la feuillaison liée à une modification de l'architecture du houppier ;
- une diminution du nombre de rameaux et ramilles, puis, en cas d'aggravation, chute éventuelles de rameaux et branches entières (le houppier semble alors troué puis disloqué par de grandes échancrures sans feuilles, avant que n'apparaisse plus que le « squelette » formé par les branches principales alors souvent « manchonnées » de gourmands plus ou moins racornis et décolorés avant la mort du houppier.

Quand seule la partie supérieure du houppier meurt à la suite d'un stress passager (forte sécheresse, foudre…), on parle de « descente de cime ». Si le phénomène ne se reproduit pas, elle n'affecte pas nécessairement la survie de l'arbre à moyen ou long terme, mais si les stress se répètent sur une courte période (5 à 7 ans), l'arbre entre dans une situation de dépérissement irréversible. Un individu stressé est reconnaissable à sa ramification appauvrie et en bas. Grâce à sa capacité de résilience écologique, il peut édifier un nouvel houppier grâce aux gourmands plagiotropes produits par les branches maîtresses. Avec le temps, les branches sommitales mortes finissent pas tomber et l’arbre retourne à son état initial, mais avec une cime plus bas.
Il a fréquemment été constaté, notamment grâce à la dendrochronologie qu'une dégradation de houppiers (de chêne ou d'alisier torminal par exemple) pouvait être induit, parfois plus d'une décennie après l'évènement un grave stress hydrique de l'arbre (sécheresse de 1976 et sécheresse de 1989 à 1991 en France). Dans d'autres cas des fentes induites par un gel brutal semblent en cause. Souvent aucune explication n'est trouvée.

## Usages
Le houppier n'est généralement qu'en partie exploité pour le bois d'œuvre, bois aggloméré, de chauffage ou pour la pâte à papier, mais il sert parfois entièrement à produire des copeaux pour le chauffage ou la production de charbon de bois. Sa partie périphérique peut être utilisée pour produire du BRF (Bois raméal fragmenté).

## Mesures
On analysait autrefois à l'œil la qualité des houppiers, mais des logiciels d'analyse automatique de photographie permettent aujourd'hui de mesurer de manière plus objective et plus fine l'état des houppiers (décoloration, défeuillaison du houppier…) en tenant compte des caractéristiques de différents hybrides.
L'état des houppiers doit être suivi sur plusieurs années et décennies, car un aléa météorologique ou un stress passager peut l'affecter sans affecter la santé à long terme de l'arbre. Par exemple, l'épinette noire peut être totalement défoliée par des insectes défoliateurs 5 ans de suite sans en conserver d'autres séquelles qu'un arrêt de la croissance de l'arbre (cernes très fins ces années-là).